# Table Rock (Nebraska)
Table Rock je selo u američkoj saveznoj državi Nebraska. Prema popisu stanovništva iz 2010. u njemu je živjelo 269 stanovnika.